# Stadio Vincenzo Rispoli
Lo stadio comunale Vincenzo Rispoli è il secondo impianto per grandezza del Comune di Ischia ed ha ospitato le gare interne dell'Ischia Isolaverde fino al 1988, anno in cui fu inaugurato il nuovo stadio Enzo Mazzella.
Esso prende il nome dal defunto Vincenzo Rispoli, giovane e talentuoso calciatore dell'Ischia morto durante la seconda guerra mondiale.
A questo stadio sono legati i primi settanta anni di storia dell'Ischia Isolaverde. Questo impianto, infatti, è nato e si è evoluto di pari passo con la squadra locale, che qui ha vinto ben quattro campionati, l'ultimo dei quali nel 1986-1987, che vide l'Ischia approdare in Serie C1.

## Storia
La costruzione dello Stadio dell'Arso, futuro Stadio Vincenzo Rispoli, risale al 1938, allorquando l'allora allenatore dell'Ischia, Filippo Ferrandino, ebbe in concessione una radura affinché potesse essere trasformata in campo sportivo. Tale radura si trovava nella zona ricoperta di lava dall'eruzione del 1301, il cosiddetto "Arso" da cui derivò il primo nome ufficiale dell'impianto, lo Stadio dell'Arso. Nella sua prima conformazione l'impianto era costituito dal solo rettangolo di gioco, che fu ricavato dagli stessi atleti dell'Ischia, che si adoperarono per far brillare con delle mine gli enormi massi lavici presenti e per spianare il terreno.
Nel 1948, dopo l'apporto di ulteriori migliorie che consistettero nella costruzione di una tribuna laterale e di una curva per far sì che l'impianto godesse dell'aspetto e della funzionalità di un campo di calcio rientrante nei limiti regolamentari, fu intitolato, nel corso della cerimonia di inaugurazione officiata da don Onofrio Buonocore, alla memoria di Vincenzo Rispoli , giovane calciatore ischitano, talentuosa mezz'ala, che giocò nei gialloblu dal 1935 fino alla sua morte, avvenuta l'8 settembre 1943 a Vietri sul Mare.
Nel corso della sua storia ha ospitato due amichevoli di lusso: nel febbraio del 1953 ospitò l'amichevole Ischia - Bologna (0-7), mentre nel marzo del 1963 fu la Juventus di Giampiero Boniperti a dare vita ad una partita a ranghi misti con l'Ischia.
Per capire il forte legame degli ischitani con il proprio stadio basta prendere ad esempio quanto accaduto nel 1943, all'atto della venuta degli alleati anglo-americani ad Ischia. Il campo fu subito requisito dagli inglesi e ciò generò il risentimento della popolazione che visse la sua requisizione come un sopruso, generando una rivolta in cui gli inglesi furono assaliti, tra le altre, anche con granate. La scaramuccia si risolse allorquando il comandante inglese J.E. Gibbons convocò l'allora allenatore dell'Ischia Filippo Ferrandino che spiegò che la requisizione del campo venne considerato un sopruso dagli ischitani. Da quel momento il campo verrà usato per gli allenamenti a giorni alterni dalle due squadre che ogni domenica si affronteranno in partite tiratissime.
Nel corso degli anni sono state apportate diverde migliorie che non hanno stravolto l'impianto dello stadio, che conserva la sua conformazione originaria.
È l'impianto principale dove si allena l'Ischia Isolaverde e dove disputa le gare di campionato la Juniores gialloblu. Inoltre è utilizzato anche da molte società giovanili di calcio operanti ad Ischia, e vi si svolgono tornei amatoriali.

## Caratteristiche
L'impianto è dotato di una tribuna laterale, la cui parte centrale è dotata di una piccola copertura e da una curva, oltre che da un impianto di illuminazione. Al lato opposto della curva si trovano gli spogliatoi. Il terreno di gioco, fino al 2006 in terra battuta, è composto da erba sintetica di III generazione e misura 103 metri in lunghezza e 63 metri in larghezza.

## Capienza
La capienza è approssimativamente di 2.000 spettatori, tuttavia l'impianto non possiede l'agibilità per le partite di campionato.

## Galleria d'immagini

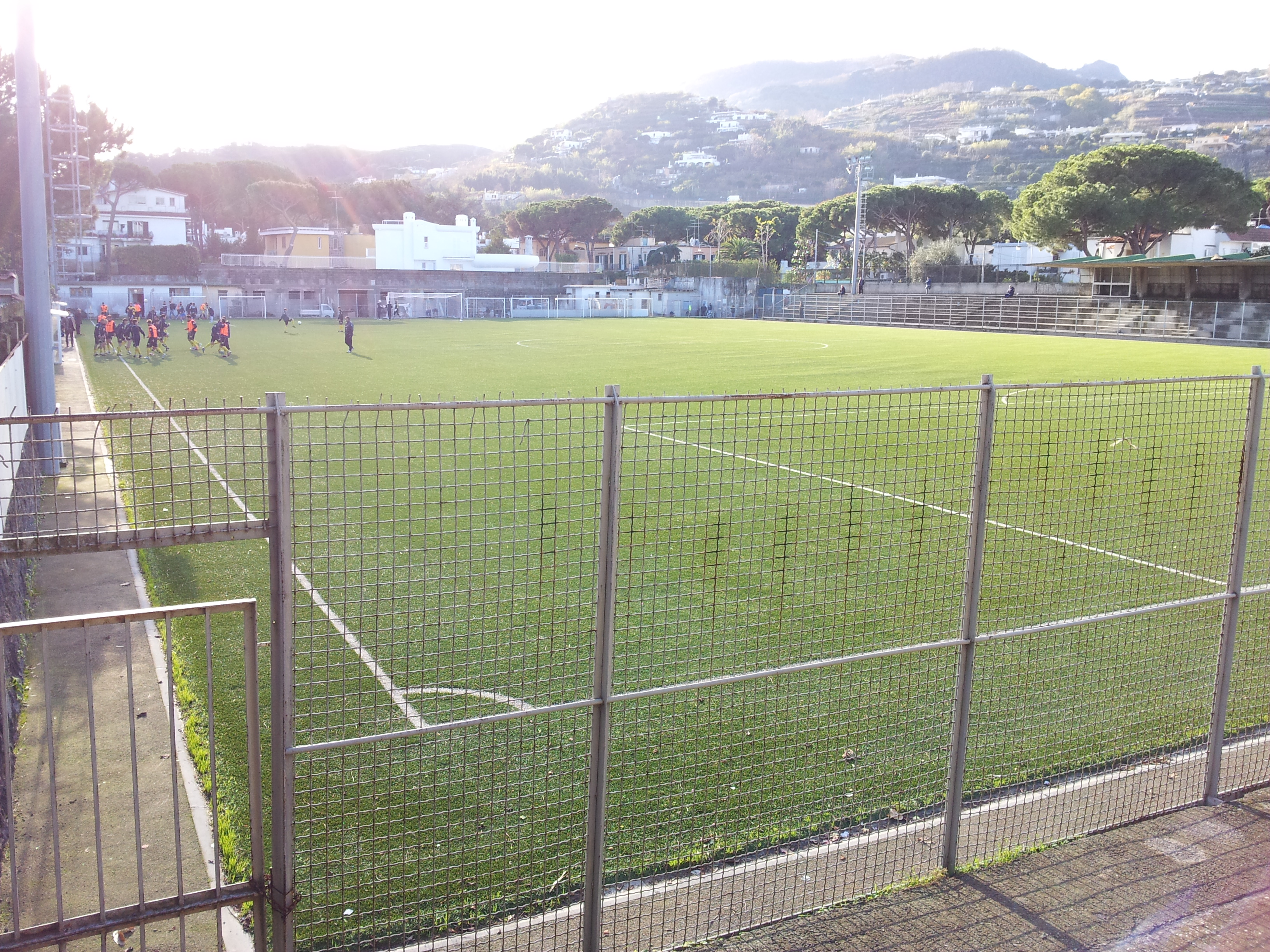